# Терновка (приток Калиновки)
Терновка — река в России, протекает по Ставропольскому краю. Устье реки находится в 21 км по правому берегу реки Калиновка. Длина реки составляет 16 км, площадь водосборного бассейна 92 км².

## Данные водного реестра
По данным государственного водного реестра России относится к Западно-Каспийскому бассейновому округу, водохозяйственный участок реки — Кума от города Зеленокумск до впадения реки Мокрая Буйвола. Речной бассейн реки — Бессточные районы междуречья Терека, Дона и Волги.
Код объекта в государственном водном реестре — 07010000812108200002183.